# John Ohlson
John Ohlson (ur. ? – zm. ?) – szwedzki trener piłkarski, selekcjoner reprezentacji Szwecji. 
W 1912 roku Ohlson pełnił rolę selekcjonera reprezentacji Szwecji Szwecji na Igrzyskach Olimpijskich w Sztokholmie. Na turnieju w Szwecji Szwecja przegrała 3-4 z Holandią w ćwierćfinale oraz 0-1 w meczu turnieju pocieszenia z Włochami. Ogółem Ohlson prowadził Szwecję w 5 meczach, z których dwa wygrał, jeden zremisował i dwa przegrał, przy bilansie bramkowym 14-9. 